# Zambra
La zambra, anche conosciuta come zambra mora è una danza flamenca dei gitani di Granada, che si pensa sia l'evoluzione di danze moresche anteriori. La zambra mora ha certe similitudini con la danza del ventre. Nel linguaggio arabo del Marocco zambra significa festa.
La danza zambra è tipica delle cerimonie nuziali gitane; tuttavia, i gitani la ballano per i turisti nelle grotte e nelle "Colinas de Sacromonte" in Andalusia. Si proibì in Spagna durante un'epoca per essere considerata una danza peccatrice, quando in realtà era soltanto sensuale. In tempi moderni è stata adottata dai ballerini del flamenco Carmen Amaya, La Chunga, Pilar López e Puela Lunaris. Si balla a piedi nudi e suonando i cimbalini a dita, con la blusa annodata sotto il busto e l'ampia gonna fissata all'altezza dell'anca con ampie pieghe che permettono di farla fluttuare nell'aria.